# آفریقای استوایی فرانسه
آفریقای استوایی فرانسه (فرانسوی: Afrique équatoriale française‎) به بخشی از مستعمرات فرانسه گفته می‌شود که در محدودهٔ آفریقای مرکزی واقع شده‌است و از کنگو (رود) تا صحرای بزرگ آفریقا ادامه داشت.

## تاریخچه
در سال ۱۹۱۰ میلادی آفریقای استوایی فرانسه شامل ۵ مستعمره کنگوی فرانسه، گابون، اوبانگی-شاری، چاد، و French Cameroon (بعد از جنگ جهانی اول) تأسیس شد.
تا سال ۱۹۲۰ به صورت جداگانه نبودند و استاندار بر پایه برازاویل برای هر یک مشخص شده بود.